# Гридіно (Калузька область)
Гридіно (рос. Гридино) — присілок в Спас-Деменському районі Калузької області Російської Федерації.
Населення становить 3 особи. Входить до складу муніципального утворення Присілок Болва.

## Історія
Від 2004 року входить до складу муніципального утворення Присілок Болва

## Населення
| 2002 | 2007 | 2010 |
| ---- | ---- | ---- |
| 10   | ↘5   | ↘3   |